# Glogovac (biljni rod)
Glogovac (lat. Pyracantha), biljni rod grmova iz porodice ružovki rasprostranjen od srednje i južne Europe na istok preko Irana i Indije do Indokine i Kine. U Europi je samo jedna vrsta (uključujući i Hrvatsku) ),  trnoviti glogovac, P. coccinea; Mala Azija i južna Himalaja (1), Kina (8), Tajvan, Indokina i Filipini (1)
Pripada mu 10 vrsta (kod Kew-a 6) od kojih je tipična Pyracantha coccinea. Rod je opisan u Familiarum Naturalium Regni Vegetabilis Synopses Monographicae 3: 104, 219–220. 1847.

## Opis roda
Pyracantha M. Roem. (Rosaceae), koji se obično naziva “vatreni trn”, sastoji se od 10 vrsta zimzelenih grmova i uglavnom je rasprostranjen u susjednim područjima od istočne Azije do južne Europe. Kina je najvažnije distribucijsko središte ovog roda i utočište sedam vrsta, uključujući pet endemskih vrsta. Prethodne morfološke i molekularne filogenetske analize smještale su ovaj rod u potporodicu Maloideae ili su ga tretirale kao potpleme (Pyracanthinae) unutar tribusa Maleae potporodice Amygdaloideae. Međutim, Pyracantha je trenutno prepoznata kao stabilan monofiletski rod, koji se razlikuje od mnogih parafiletskih taksona u plemenu Maleae, kao što su Stranvaesia Lindl., Sorbus L., Photinia Lindl., itd., koji imaju mrežastu evolucijsku povijest s nedefiniranim taksonomskim položajem.

## Vrste
1. Pyracantha angustifolia (Franch.) C.K.Schneid
2. Pyracantha atalantioides (Hance) Stapf
3. Pyracantha coccinea M.Roem.
4. Pyracantha crenulata (D.Don) M.Roem.
5. Pyracantha densiflora T.T.Yu
6. Pyracantha fortuneana (Maxim.) H.L.Li
7. Pyracantha heterophylla T.B.Chao & Z.X.Chen
8. Pyracantha inermis J.E.Vidal
9. Pyracantha koidzumii (Hayata) Rehder
10. Pyracantha stoloniformis T.B.Chao & Z.X.Chen

## Sinonimi
- Timbalia Clos; Bull. Soc. Bot. France 18: 178 (1872)
- Sportella Hance; J. Bot. 15: 207 (1877)